# 土壤

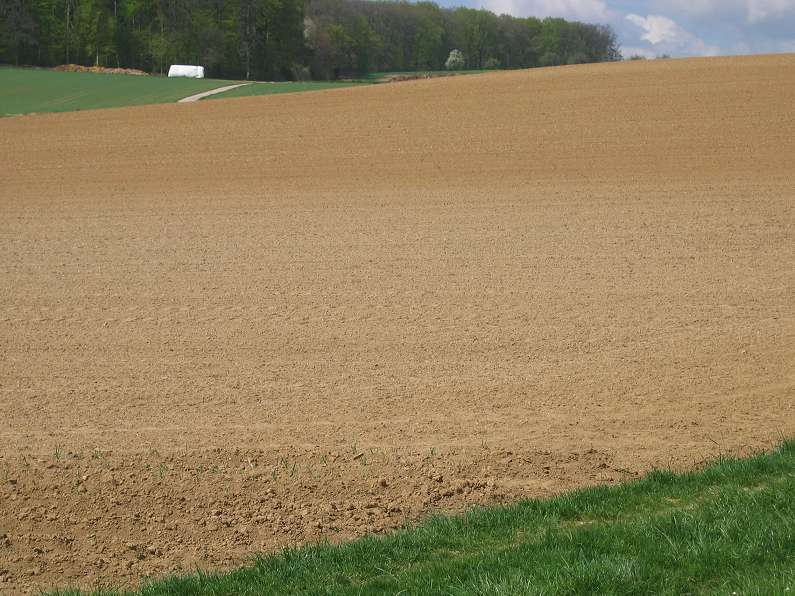
德國的黃土牧場。

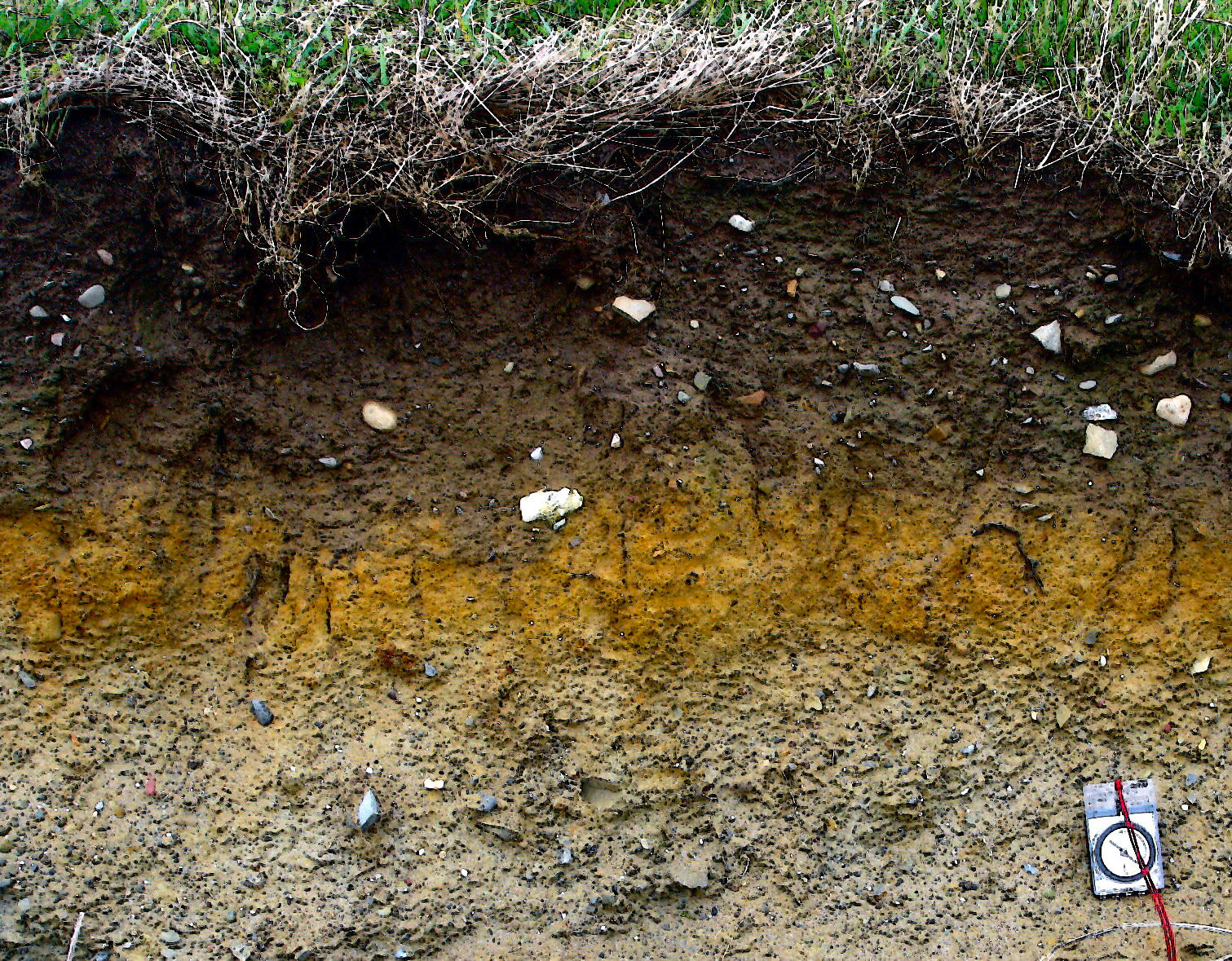
Surface-water-gley developed in glacial till, Northern Ireland

土壤是一種自然體，由數層不同厚度的土層所構成，主要成分是礦物質。土壤和母質（岩石）的差異主要是表現在形態特徵或物理、化學、礦物等。但這種解釋嚴格來說（或者以環境科學的角度來說）並不正確：土壤是由母質經過風化作用後所形成的，其特性與母質不盡相同。
土壤是各種風化作用和生物的活動產生的礦物和有機物混合組成，存在著固體、氣體及液體等狀態。疏鬆的土壤微粒組合起來，形成充滿間隙的土壤，而在這些孔隙中則含有溶解溶液（液體）和空氣（氣體）。因此土壤通常被視為有三種狀態。大部分土壤的密度為1～2 g/cm³。地球上大多數的土壤，生成時間多晚於更新世，只有很少的土壤成分的生成年代早於第三紀。

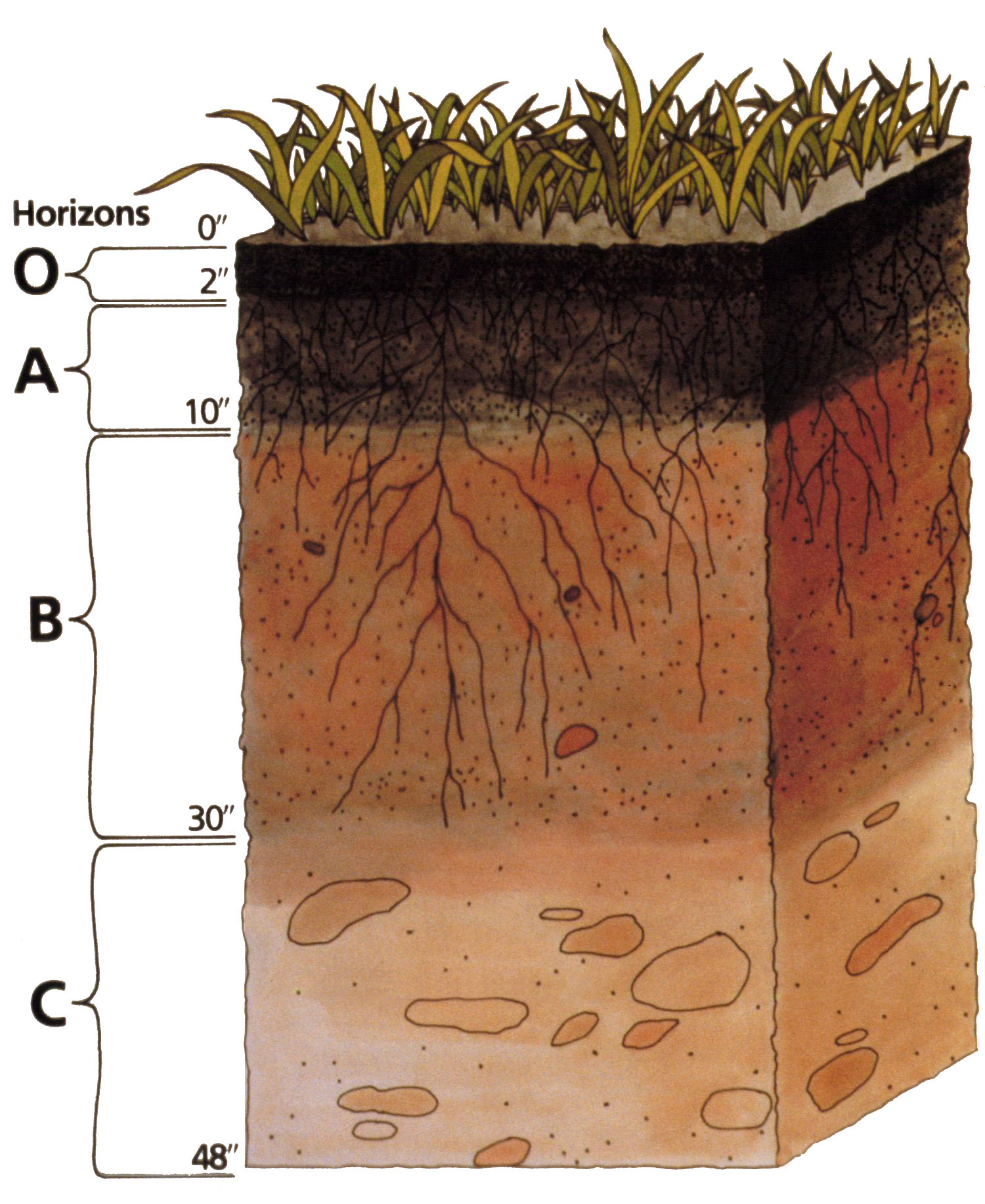
在亞熱帶氣候中有代表性的混黑色的表土和紅色的底土。

## 功能
土壤有六大功能：
1. 無機質、有機質的循環利用
2. 生物棲息地（包含地面上及土壤層中）
3. 部分生物巢穴的地基
4. 水分供應、涵養及淨化
5. 必須營養成分之提供
6. 支持某些生物（如植物）生長

## 形成條件
成土作用是由物理、化學、生物和人為過程對土壤母質（岩石）的綜合效應。基岩風化產生的母質就是土壤形成的來源。土壤的形成涉及到土壤剖面中的邊界層或地面層，它們因為母質的增加，損失，改變和易位構成土壤。風化後自岩石中而來的礦物質經由許多作用交互影響，從而生成次生礦物及其他在水中溶解度不同的化合物，這些成分會隨著水或者生物活動而被帶到其他地方。土壤內部物質受到不同環境因素的改變，從而形成各種土壤獨特的外觀。在溫暖地區頻繁大雨，溼熱的氣候條件下，儘管很少有有機物質，植物仍然很快就生長在玄武岩上。植物為了在貧乏的岩石上存活，開始用特殊的營養方式維生，例如溶解鳥糞。發展中的植物根系與菌根真菌獨自或聯合，很快逐步分解了多孔熔岩並積累了有機質。但即使如此，主要的孔破碎熔岩在這個植物根上成長將可被視為土壤。土母質、地區性氣候條件、地形地貌、生物勢和時間這5個典型因素之間動態的相互作用影響了土壤的形成及演變方式，並且對土壤“生命”循環的進行方式產生影響。

### 母质
構成土壤的原材料叫做母質。它包括：風化的原始基層岩；次要的從其他地點運來的輔助材料，如崩積層和沖積層；沈澱物已存在，但在其它方式混合或改變-舊土壤形成，包括泥炭或高山腐殖質的有機物；人為的材料，如垃圾填埋場或礦物廢料。少量土壤直接地底岩破裂形成。這些土壤通常被稱為“殘積土”，並與他們的母質有大致相同的化學性質。大部分土壤源於通過風力、水力和重力被運到其他地點的材料產生。其中一些材料可能移動了數英里或只有幾英尺。風吹材料稱為黃土，覆蓋在北美洲中西部地區和亞洲中部以及其他地點。在南北緯度，冰磧物是許多土壤的組成部分，他們在大山附近形成，是冰川冰移動的地面的產物。冰可以把岩石和大石頭打破成較小的碎片，也可以整理材料成不同尺寸。隨著冰川的冰融化，融化的水也移動和整理材料並排序、整理和從他們原始位置改變距離。土壤側面更深的區域可能有與他們沈澱的水、冰塊或風相對不變的材料。
土壤一般分成六層：O層是枯枝落葉層，A層是腐殖質層。E層是淋溶層。以上三層為表土層。B層是澱積層。C層是風化層。R層是岩石層。以上三層為心土層。
土壤来自岩石、无机物、有机物，主要由矿物质、空气、水、有机物构成。地球表面形成1厘米厚的土壤，约需要300年或更长时间。
“资源”是对人类可以利用而言的，因此，土壤资源是指在一定科学技术条件下和一定时间内可以为人类利用的土壤。土壤的形成與保護確保生物的生存。

### 气候
土壤的形成与激发都依靠气候，不同气候带的土壤也显示了有特色的特征以及養分。温度和水分影响到了风化和沥滤程度。风可以移动沙子和其他碎粒，特别在很少有植物覆盖的干燥地区。降水的类型和数量通过土壤影响离子和粒子的移动而影响土壤形成，促进发展不同土壤剖面。季节和日常温度波动在母基岩物质和影响土壤动力、冰冻和融化时风化影响水的效力是一个打破岩石和其他结实物质的作用结构。温度和降水率影响生物活动、化学反应速率和其他植物被覆的种类。

### 生物因素
植物、動物、真菌、細菌與人類會影響土壤的形成。動物與微生物混合土壤並形成洞穴與孔隙，使得水氣與氣體能夠在土壤內移動。同樣的，植物的根系會在土壤中形成通道。其中植物的主根（德語：Pfahlwurzel）能夠深入土壤數公尺，穿透許多不同土壤層，將土壤剖面中深層土壤之養分帶至上層土壤。植物的細根會再淺層土壤展開，部分的根很容易腐爛，腐爛後的殘留於土壤中的植體會加土壤中有機質的含量。微生物，其包括了真菌與細菌，可以幫助土壤儲存養分並會影響植物的根與土壤中養分化學交換。人類的活動亦會影響土壤的形成，包括藉由移除土壤的植被使得土壤被沖蝕，混合不同土壤層，使得被翻攪至上層為風化的土層開始風化，並重新開始土壤的形成過程。
植被也有許多不同的方式來影響土壤的形成，其可以避免雨水沖刷土壤表面防止表面徑流（德語：Oberflächenabfluss）。植物也可以遮蔽下方土壤，使土壤保持較低溫度與降低蒸發散量進而保留更多的水分。植物也會藉由蒸散作用（transpiration）來加速土壤水分的散失。植物也可以和成新的化學物質，藉此來打破或者形成土壤顆粒。植物的類型與數量是由氣候、地形、土壤特性與生物因子來決定。土壤因子包含了密度、深度、化學組成、酸鹼度（pH）、溫度與濕度，這些因子都會大幅的影響植物的類型與其生長的地點。死亡後的植物、落葉與莖在土壤中，而微生物會分解這些有機物質使其與土壤上層混合，這樣的過程亦是土壤形成過程的一部份。

### 時間
時間是上述所有形成條件中必須的條件。隨著時間的推移，土壤變化特徵依賴於其他的形成因素，土壤的形成需要時間，並與其他因素的相互影響。土壤是不斷在變化的。例如，最近的洪水沉積物因為有沒有足夠的時間作用，便難以形成土壤。而表面物質被覆蓋，並且形成土壤的過程將一再循環。長時間所造成的變化及其影響使得土壤層的形成，也意味著簡單的土壤組成是罕見的。雖然土壤能夠長時間穩定，但最終生命週期的土壤，是脆弱且易受侵蝕的。儘管土壤退化和倒退是不可避免的，大部分土壤週期皆是長時間且肥沃的。
土壤形成因素影響其存在的土壤中，即使「穩定」的情況是持久的，有些是數百萬年。土壤表面物質被吹走或沖走。增加、減少和取代，土壤經常受到新的條件。不管是緩慢或快速的變化，取決於氣候、地貌狀況，和生物因素。

## 土層
土層的命名基於土層材料的組成，這些材料反映出了土壤形成的特殊進程的持續時間。使用字母的短手記號和數字他們標記。他們對顏色、大小、質地、結構、濃度、根的數量、pH值、空隙、邊界特征和是否有小瘤或凝固物描述和分類。任何土壤側面層沒有大部分的層隱藏在下面，土壤可能有幾個或許多層。
暴露的母質層有利於決定生產最初的土壤適合植物生長。有機殘留物的積聚物下生長，積累的有機層叫做森林地被物。生物有機體移植和打破有機材料，使其他植物和動物可以生活在有用的營養物中，並且足夠的時間之後，一個出眾的有機表層形式連同腐殖質叫做A層。

## 分類

### 原因
為了了解不同土壤之間的關係以及它的特定用途，所以把土壤分類。第一個土壤分類系統是俄羅斯科學家瓦西里·多庫恰耶夫在1880年左右開發的。它被美國和歐洲研究者修改并且開發這個系統通常使用到了1960年代。它基于土壤的特別形態取決于他們的材料和母質的觀點。在20世纪60年代，不同的分类系统开始出现，他們侧重于土壤形态而不是他們的材料和母質。自那时以来，分類系統又经历了进一步的修改。

### 通俗分類法
這裡指一般大眾的分類方法。（此排列愈上面愈優質）
- 黑土 - 富含腐植質的土
- 黃土 - 一般常見的土
- 紅土 - 富含氧化鐵的土
- 凍土 - 含永凍層

### 美國農業部土壤分類法
美國農業部土壤分類法 (USDA soil taxonomy)分為六級：土綱、亞綱、大土類、亞類、土族、土系，以下列出最高级別之土綱的十二種土，後綴“sol”結束。
- 淋育土（Alfisol） - 淋育土與極育土相較，係屬高鹽基森林土。成土過程的標誌，為有層狀結晶格子黏粒移位，鹽基不過分缺乏，常見之層序組合為具有一淡色或黑癠披被層覆蓋在一黏聚層之上。氣候環境多屬溫暖，且在植物生長季節常有3個月以上能供給中性植物有效水分。典型的淋餘土中之有機物穿透淺，有顯著的黏粒聚積，黏粒聚積層次可厚可薄，而與整個鹽基飽和度皆屬中等偏高，且整個剖面變化不大。
- 灰燼土（Andisol）- 灰燼土是指土壤剖面中有60%以上的厚度具有火山灰土壤性質（Andic soil properties）的土壤，通常在火山爆發後生成。灰燼土的主要特性為：（1）容積比重很低，一般為小於900公斤/立方公尺。（2）無定形物質很多，草酸可萃取鐵鋁含量多（一般大於2%）。（3）對磷酸具有強吸附力。因此灰燼土通常很輕，為強酸性土壤，施磷肥效果低。主要分布於陽明山國家公園的大部分地區，土體表面30~50cm大部分為黑色物質，中間為由安山岩風化的物質，大多呈黃棕色，底層為安山岩。
- 旱境土（Aridisol） - 旱境土所共有之獨具性質，為一年中有很長時期缺乏有效水分以供中性植物生長，可有一個或一個以上之土壤化育層，表土層不受腐植質之污染，而使顏色呈顯著加深，與缺乏深寬罅隙。在土壤溫度溫暖之程度足夠植物生長之大多數時間內，缺乏有效水分，與在土壤溫度高於8°C時，從不會含有效水分可連續供植物生長長達90天。旱境土為乾旱地區之主要土壤，地表處僅有少量有機碳聚積，常有大量之碳酸鹽類與黏粒聚積。
- 新成土（Entisol） - 主要為在土壤中缺乏由重要成土過程中任何一組所遺留下來之標誌能成為區分特徵，亦可無附屬特性。故新成土共有之獨具性質為係礦物質土壤物質並缺乏明顯的土壤化育層次，可發生於任何氣候下。缺乏化育層的理由，可能為頑固的母質；硬而緩慢溶解岩石；缺乏足夠的時間可供化育層的形成與在坡地上侵蝕速度超過土壤化育層的形成。一般言之，新成土黏粒缺乏位移情形，有機物少量聚積。
- 冰凍土（Gelisol）- 冰凍土之獨具性質為生成於永遠凍結地帶（permafrost zone），其定義為土壤表層下100cm為永凍狀態，或是在表層100cm內含有永凍物質（Gelic materials）而200cm以下處於永凍狀態。
- 有機質土（Histosol） - 有機質土所獨具性質為在上部80cm內含有甚高之有機物，一般有機物厚度在80cm內，有一半以上土層至少含有20～30％，或富含有機物之層次係停落在岩石上或岩石之粗碎塊上。此類土壤皆為由於在水中聚積，且多少曾進行分解之植物殘體所組成，但亦有若干係由森林落葉枯枝或蘚苔植物在過溼環境下與可以自由排水情形下生成。
- 弱育土（Inceptisol） - 弱育土獨具之性質為在一年中有半年以上時間或有連續3個月以上時間是溫暖季節期間，土壤含有水分可有效於植物生長，有一個或一個以上曾受改變或稍具位移性質（除碳酸鹽類或無定形矽酸外）集中現象之土壤化育層次。質地細於壤質細砂土，含有若干可風化性礦物，黏粒成份具有中至高能量之陽離子保持力。弱育土除在較乾環境外，幾乎在任何環境下皆可生成，土層常較淺，且多數位於相當年輕之地表面。
- 黑沃土（Mollisol） - 黑沃土所獨具之性質為有一暗棕至黑色之披被層（Mollic epipedon），構成A與B化育層總厚之1/3或以上，或其厚度大於25cm，具有明顯構造，或當乾時呈軟的構造，在A1化育層與B化育層中其可萃取陽離子以鈣佔優勢，佔優勢之結晶性黏土礦物具有中或高陽離子交換能力，若土壤在50cm內有深寬罅隙，則在此深度以內，若干化育層中黏粒含量為<30%。该土壤为地球上最肥沃的土壤。
- 氧化土（Oxisol） - 氧化土之獨具性質為除石英外，大多數礦物皆受極度風化而成為高嶺土與游離氧化物，黏粒部份僅具有甚低活性，為壤質或黏質質地。氧化物土為發生在熱帶或亞熱帶地區，係地表有長期間之安定處之特徵性土壤，發育形成時必在溼潤氣候下。典型的氧化物土之有機碳含量高、陽離子交換能量低與黏粒含量隨深度而減少。
- 淋澱土（Spodosol） - 淋澱土至少在上部層序中，由支配性成土程序位移腐植質與鋁，或腐植質鋁與鐵作為無定形物質而造成之標緻。淋澱土所獨具之性質為一具高陽離子交換能量之黑色或帶紅色之無定形物質聚積的B化育層，即所謂的淋澱層（Spodic horizon）。在多數未經擾動的土壤，均有一灰白層覆蓋於B層之上。淋澱土所具有之附屬特性為溼潤或溫溼，壤質或砂質質地，有高的pH依賴交換能量及鹽基含量很少。
- 極育土（Ultisol） - 極育土與淋餘土相比較，極育土屬低鹽基森林土，經強烈淋溶作用之標緻，極育土共有之獨具性質為有一黏聚層，鹽基貯藏量低，特別在較低之化育層中是如此，年平均土溫度均高於8°C。極育土一般黏粒含量有先隨深度之增加而增加，然後再降低之趨勢。陽離子交換容量大多數為中至低等，隨深度而遞減之鹽基飽和百分率係反射於植物之鹽基循環或肥料之施用。極育土分佈地區溫暖而有水分供給，故施肥可成高生產地。
- 膨轉土（Vertisol） - 此類土壤為具有規則性之土壤混攪或騷動作用及有阻止其診斷或鑑別層次發育之成土過程的標緻。又因為有土壤物質之移動作用，故其診斷或鑑別性質有很多附屬性質，例如當土壤乾時，總體密度甚高，當溼潤時導水度甚低，當土壤溼潤後再乾燥，土表有相當起伏與由於有罅隙，可使土壤甚速乾燥。膨轉土共有之獨具性質為黏粒含量高，隨水分含量變化，體積有顯著改變，在若干季節中有深寬罅隙，有斷面擦痕，幾軋地形，與楔形構造之粒團和水平層次呈某角度之傾斜。

（中文譯名與解釋來源為）

## 延伸阅读
[在维基数据编辑]
 《欽定古今圖書集成·方輿彙編·坤輿典·土部》，出自陈梦雷《古今圖書集成》